# Bandes dessinées de Hong Kong

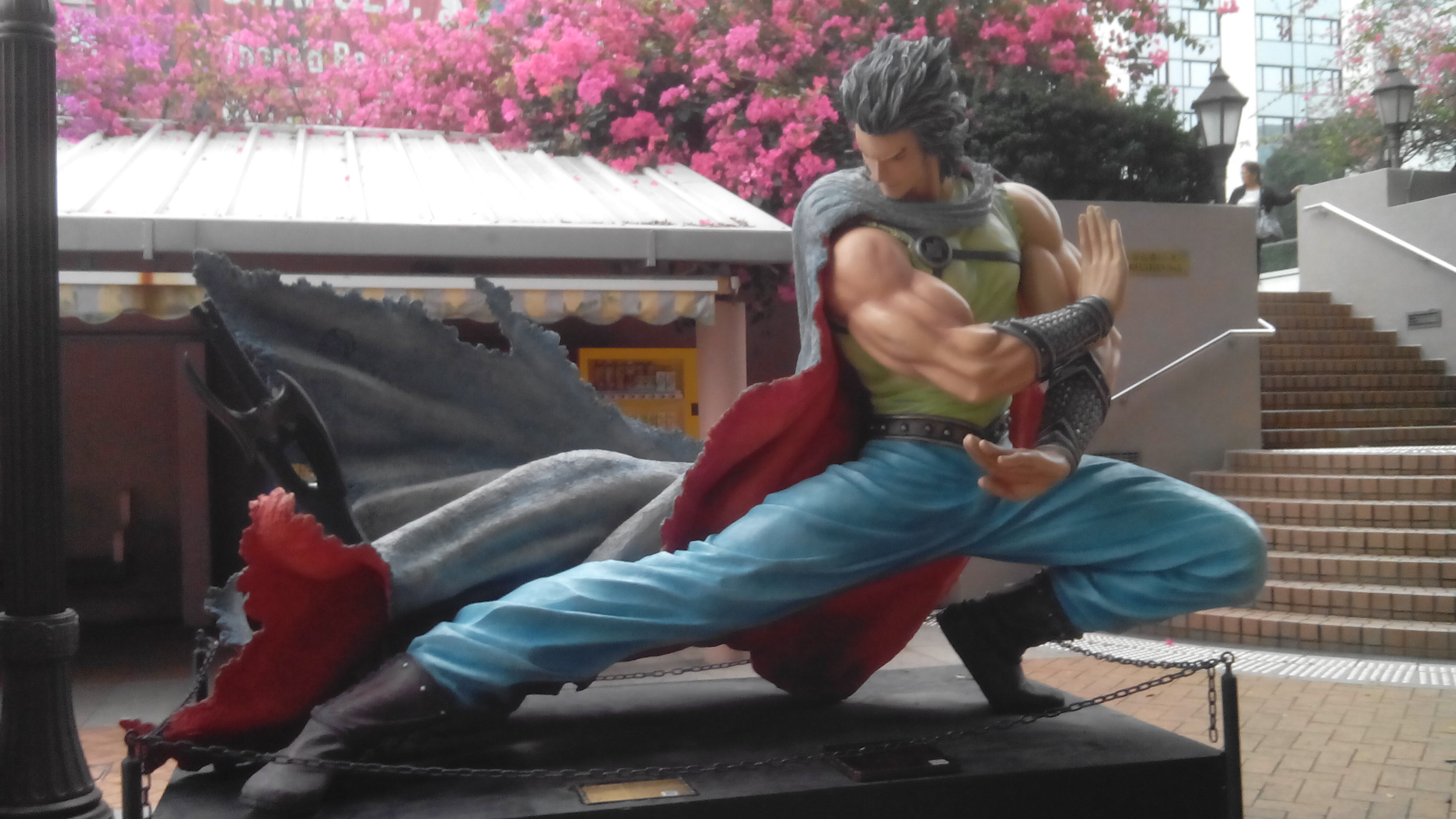
Cloud at Hong Kong Avenue of Comic Stars

La bande dessinée de Hong Kong est un dérivé du manhua, spécialement dédiée aux artistes hongkongais. 
Elle est influencée par les mangas japonais et les comics américains.

## Histoire
Les premières bandes dessinées à Hong Kong sont publiées dans le périodique The China Punch, journal fondé par un Britannique et écrit en anglais. Cependant, même si le journal était pro-colonial, mettant en valeur la culture britannique et critiquant la culture chinoise, il introduit les premières caricatures.
Le premier dessin d’un artiste chinois à paraître dans un journal hongkongais est The Situation in the Far East, par l’artiste Tse Tsan Tai, en 1899. Cette caricature a pour but de dénoncer l’inégalité des traités portuaires entre le gouvernement Qing et les gouvernements britannique, français et américain après la seconde guerre de l’opium en 1860. Après cela, les dessins caricaturaux et révolutionnaires sont de plus en plus fréquents entre 1895 et 1911. En effet, comme l’île est dirigée par le gouvernement colonial britannique, les artistes chinois viennent s'y réfugier pour critiquer librement le régime Qing en Chine. Toutefois, le premier magazine chinois de dessins de presse « Shanghai Press » n'est créé qu'en 1928. Ces magazines de dessins connaissent un grand succès à Hong Kong et entre 1934 et 1937, pas moins de 17 magazines sont présents sur le marché. L'influence principale est alors celle des histoires publiées dans des magazines occidentaux.
À la suite de l’occupation de la Chine par les Japonais, Hong Kong devient une nouvelle fois un abri pour les artistes chinois, qui critiquent l’occupation Japonaise en Chine jusqu’à la prise de Hong Kong par les Japonais en décembre 1941. Après la Seconde Guerre mondiale, les bandes dessinées hongkongaises changent de sujet et se consacrent surtout à des histoires de tranche de vie. À partir de 1949, les bandes dessinées chinoises ont pour sujet principal le communisme, mais à Hong Kong, les sujets sont beaucoup plus variés et l'objectif n'est pas de faire de la propagande mais de gagner de l'argent. Comme l’île est sous la protection des États-Unis, un grand nombre de comics sont importés et avec eux les personnages de la culture populaire américaine tels que Mickey Mouse. Ainsi, n’ayant plus de contact avec les artistes de la Chine communiste, les Hongkongais s'inspirent des comics américains, tout en gardant leur univers issu de la culture chinoise.
L’explosion de la bande dessinée arrive à Hong Kong durant les années 1960, favorisée par le baby-boom d’après-guerre. Beaucoup de magazines comme le Cartoons World, créé en 1956, publient un bon nombre de séries sous la forme de feuilletons. C’est à partir de cette période que les premières séries à succès font leur apparition, comme Old Master Q, encore publiée de nos jours. C'est également à cette période que le format de ces bandes dessinées change, passant du format 7,6 cm sur 12,7 cm à 12,7 sur 17,8 cm.
Durant la même décennie, les Hongkongais découvrent la bande dessinée japonaise, d’abord sous des versions pirates, puis à la télévision à partir de 1967. Cette concurrence fait que le manhua hongkongais donne naissance à de nombreux genres comme les manhuas de kung-fu.

## Édition en France
Les premiers Hong Kong Comics arrivent en France en 1996, par l’intermédiaire des éditions Tonkam. Le directeur Dominique Véret avait comme vocation d’importer la culture asiatique en France, avec les bandes dessinées asiatiques. C’est avec les auteurs Andy Seto et Chris Lau que les éditions Tonkam font découvrir aux lecteurs français le Hong Kong Comics. Malgré, un bon accueil des auteurs, l’éditeur ne publiera pas d’autres auteurs Hongkongais. Toutefois, la popularité d'Andy Seto en France fait qu'il sera invité à la Japan Expo en 2004.
Malgré une première tentative du Hong Kong Comics dans les années 1990. Il faudra attendre 2005 pour que la France prenne conscience de l'existence de la bande dessinée chinoise et hongkongaise, à la suite de nombreuses interventions. Tout débute à la suite de l’invitation d’honneur des bandes dessinées françaises à la 12e Foire Internationale du livre de Beijing, puis de l’invitation d’éditeurs et artistes français au 1er festival de l’Image Dessinée à Beijing. À la suite de ces invitations de la part de la Chine, le festival international de la bande dessinée d’Angoulême propose un pavillon pour présenter la bande dessinée chinois. Durant la même année, certains éditeurs publient massivement des manhuas et un peu de Hong Kong Comics.
En 2015, l’éditeur Dargaud s’associe avec le groupe chinois ComicFans pour promouvoir la bande dessinée chinoise en créant la ligne éditorial Urban China lors du 42e festival d’Angoulême. Lors de ce lancement, l’éditeur Urban China publie le tout premier livre parlant du sujet : Hong Kong Comics : Une histoire du manhua.

## Éditeurs francophones
- Atrabile
- Actes Sud
- Betty
- BLF Europe
- Casterman
- Éditions du temps
- Kotoji
- Éditions Paquet
- Soleil Productions
- Urban China
- Tonkam
- Imagika

## Titres et auteurs publiés en France
- Andy Seto : Tigre et Dragon, The King of fighters Zillion, Cyber Weapon Z, Les Quatre Justiciers
- Ahko : Pourquoi j’veux manger mon chien
- Bi Du : La voie du héros
- Chihoi : À l’horizon, Le Train, Détournement
- Cho Jerry : Claws of Darkness
- Chris Lau : Les combats du Dieu R-X, Célia, Club Mad
- Créator Art Studio : Le voyage du Pèlerin (Collectif)
- Fung Chi Ming : Ennemi
- Fung Chin Pang (F.CP) : Cat
- Hong Wei Lam : Club Mad
- Ip Felix : Blood and Steel
- King Tung : Kof Maximum Impact
- Lai Tat Tat Wing : L’enfer de Jade
- Lee Chi Ching : Les Trois Royaumes et L’Art de la guerre
- Little Cloud : Dragon Axiom
- Ming Fa Ip : La voie du héros
- Ted – Hok Tak Yeung : Qu’elle était bleue ma vallée
- Unicorn Studios : Blood and steel (Groupe auteurs)
- Wing Yan : Kof Maximum Impact
- Tony Wong : Les Quatre Justiciers, Les Aventures de la 5e génération
- Yu Patrick : Célia
- Zhang Jian He : Vers l’Ouest
- Wendy Siuyi Wong : Hong Kong Comics : Une histoire du manhua, Urban China, Paris, 2015